# Nymphon microgracilipes
Nymphon microgracilipes is een zeespin uit de familie Nymphonidae. De soort behoort tot het geslacht Nymphon. Nymphon microgracilipes werd in 1993 voor het eerst wetenschappelijk beschreven door Pushkin. 